# Théâtre de marbre
Le théâtre de marbre est un monument baroque de la ville de Palerme, érigé en 1662 sur la place devant le palais royal aussi connu comme le Palais des Normands, maintenant appelée Piazza del Parlamento.

## Description
Le théâtre de marbre est une sculpture monumentale, œuvre des sculpteurs Gaspare Guercio,  Carlo D'Aprile et Gaspare Serpotta. Elle célèbre la gloire de Philippe IV, roi d'Espagne et de Sicile, dit Philippe le Grand et surnommé le roi Planète en raison de son domaine qui s'étendait sur tous les continents du monde connu.
Le monument se compose de statues disposées dans une composition harmonieuse avec balustrades. Autour du piédestal on retrouve les représentations des quatre parties de la terre connus à cette époque (Europe, Asie, Afrique et Amérique), que gouverne le roi d'Espagne. Sur le premier niveau furent placées les statues des quatre Maures, ou des précédents rois des pays passés sous sa domination. Le travail est décoré des plaques et des emblèmes des plus grandes familles de la Sicile.
Certains des éléments ont été réalisés par Luigi et Gaspare Serpotta et Luigi Geraci, dans un goût typique du baroque sicilien.
La statue originale de Philippe IV a été détruite au cours de la révolution sicilienne de 1848 et a été remplacée en 1856 par la statue de marbre actuelle représentant le roi Philippe V d'Espagne et a été exécutée par Nunzio Morello. D'autres parties du monument ont été remplacées au XIXe siècle.
En 2007 , en raison de la détérioration du monument, une ordonnance de saisie a été déclenchée par le tribunal de Palerme. Une autre saisie a été demandée en 2010 par la police locale pour cause de vandalisme.